# ジェームズ・ポージー
ジェームス・ポージー（James Mikely Mantell Posey, Jr. 1977年1月13日 - ）は、アメリカ合衆国オハイオ州クリーブランド出身の元バスケットボール選手。身長203センチ、体重99キロ。

## 経歴
キャリア初期
ゼイビア大学で3年間プレーし、1999年のNBAドラフトでデンバー・ナゲッツより18位指名を受けNBA入りをした。
ナゲッツでは主に先発メンバーとして3シーズンプレーした。その後2002年12月にヒューストン・ロケッツへトレードで移籍し、その後は2003年のオフにFAとなりメンフィス・グリズリーズへ移籍し2シーズンプレーした。
マイアミヒート
2005年オフに、NBA史上最多人数となる、5チーム間で13人のトレードによってマイアミ・ヒートへ移籍した。2005-06シーズン、ポージーは主にスターターとしての出場であったが7.8得点、4.8リバウンドと少々物足りない数字であった。プレーオフに入りここで監督のパット・ライリーによってシックスマンとして起用され、彼の価値は見出された。カンファレンス2回戦ではニュージャージー・ネッツのエース、ヴィンス・カーターやリチャード・ジェファーソンを激しいディフェンスで抑えると、カンファレンス決勝ではデトロイト・ピストンズの面々に、勝負所でプレッシャーをかけて、NBAファイナル進出に貢献した。
ダラス・マーベリックスとのファイナルでは相手のエースダーク・ノヴィツキーやジョシュ・ハワードを執拗なディフェンスで抑えた。またエースのドウェイン・ウェイドやシャキール・オニールがダブルチームで苦しむ中、オープンとなったポージーの３ポイントが要所で決まり、ヒート優勝の影の立役者となった。
ボストン・セルティックス
2007年オフに、ボストン・セルティックスと契約した。ケビン・ガーネット、レイ・アレンと大物が加入しチームは話題を集め、特にディフェンス重視のチーム作りにポージーも一役買う事となった。セルティックスは前評判通りファイナルに進出。ロサンゼルス・レイカーズとのファイナルでは、またしてもポージーは相手のエース、コービー・ブライアントに対し激しいディフェンスを見せ、またクラッチタイムでのスリーポイントで、ベンチスタートながら勝利に大きく貢献した。このファイナルでのスリーポイント成功率は5割、フリースローは全投成功。ポージー自身は2つ目のチャンピオンリングを手に入れた。
ニューオーリンズ・ホーネッツ
過去2度のファイナルでの活躍で株を上げたポージーは、2008年オフの7月にニューオーリンズ・ホーネッツと4年2500万ドルの大幅アップで契約した。
インディアナ・ペイサーズ
2010年にインディアナ・ペイサーズへ移籍。1シーズンだけプレーした後解雇された。

## コーチ歴
2013年にクリーブランド・キャバリアーズ傘下のDリーグチームカントン・チャージのアシスタントコーチに就任。翌2014年からはキャバリアーズのアシスタントコーチを務め、2016年にはコーチとしてもNBAチャンピオンを経験した。

## プレースタイル
粘り強く体を張ったディフェンスで相手のエースを抑えるディフェンスのスペシャリストであり、ポジションを問わないエースキラーである。3ポイントシュートも正確であり、そのプレースタイルはブルース・ボウエンと通じる部分が多いと言える。またルーズボールへの執着心が強く、玉ぎわにも非常に強い。そして何より大舞台での勝負強さが最大の魅力で、数字以上に評価される選手である。近年は、主にシックスマンとして起用され、持ち前のハッスルプレーで、流れをつかみたい場面で仕事をこなす事が期待されている。